# Station Amsterdam De Vlugtlaan
Station Amsterdam De Vlugtlaan was een spoorwegstation in Amsterdam. Het station werd geopend op 1 juni 1986 met de ingebruikname van de Westelijke Tak van de Amsterdamse Ringspoorbaan als rechtstreekse verbinding tussen Schiphol en Amsterdam CS. Tegelijk werden ook station Lelylaan en het hooggelegen perron van station Sloterdijk in gebruik genomen. In het jaar 2000 werd het station wegens de bouw van de Hemboog gesloten. De perrons zijn, zij het niet toegankelijk, nog steeds aanwezig.
De naam van het station is afgeleid van de nabij het station beginnende Burgemeester De Vlugtlaan, die vernoemd is naar een vroegere burgemeester van Amsterdam, Willem de Vlugt.

## Faciliteiten

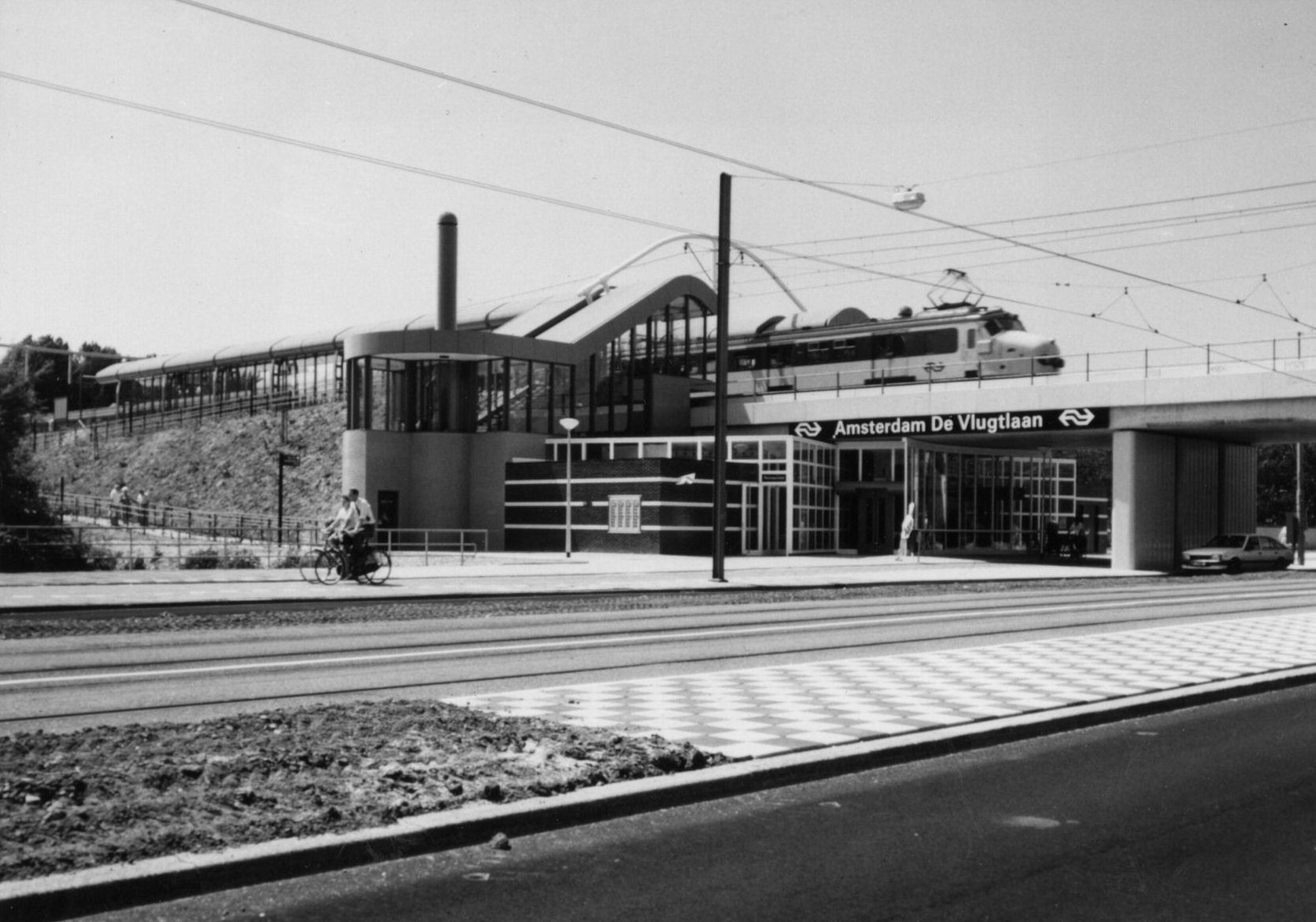
Station in 1986

Toen besloten werd dat dit station gerealiseerd zou worden hadden de Nederlandse Spoorwegen het voornemen hier een simpele halte te bouwen met beperkte faciliteiten. Na aandringen van de Gemeente Amsterdam is er toch een volwaardig station met uitgebreide faciliteiten gebouwd. Voorbeelden van deze faciliteiten waren een stationsrestauratie met automatiek, die echter al spoedig verdwenen was, een stationshal met loket en wachtruimtes op de perrons. 

## Metro
Op 1 juni 1997 werd na vijf jaar werkzaamheden aan de overkant van de straat het gelijknamige metrostation De Vlugtlaan aan de Ringlijn 50 in gebruik genomen. Het metrostation zou aanvankelijk de naam Bos en Lommerweg krijgen. Om verwarring te voorkomen heeft men later gekozen om de naam van het ernaast liggende NS-station aan te houden.

## Tram en bus
Voor tramlijn 14 en de buslijnen werd de halte teruggelegd nabij de oude plaats nu bij het station ter vervanging van de nabijgelegen halte Akbarstraat die juist was ingesteld ter vervanging van de vroegere afgelegen halte Leeuwendalersweg van tramlijn 13. Een beoogde keerlus voor tramlijn 7, omdat de rotonde Bos en Lommerplein verdween in 2003, nabij het station is door verzet van buurtbewoners en stadsdeel nooit gerealiseerd.

## Sluiting
Nederlandse Spoorwegen zag het GVB (de exploiteur van de metroringlijn) als concurrent in plaats van onderdeel van de afgesproken vervoersketen. Daarom wilde NS, mede gezien het geringe aantal reizigers, het station sluiten. Alternatief is het nabijgelegen station Sloterdijk. Ook de stationshal op de begane grond aan de oostzijde lag de aanleg van de metro in de weg.
Bij de start van de bouwwerkzaamheden aan de Hemboog werd na flink aandringen van dat wat nu ProRail is, de NS-halte op 28 mei 2000 gesloten. In 2001 is het station, met uitzondering van 2 korte stukken perron, gesloopt.

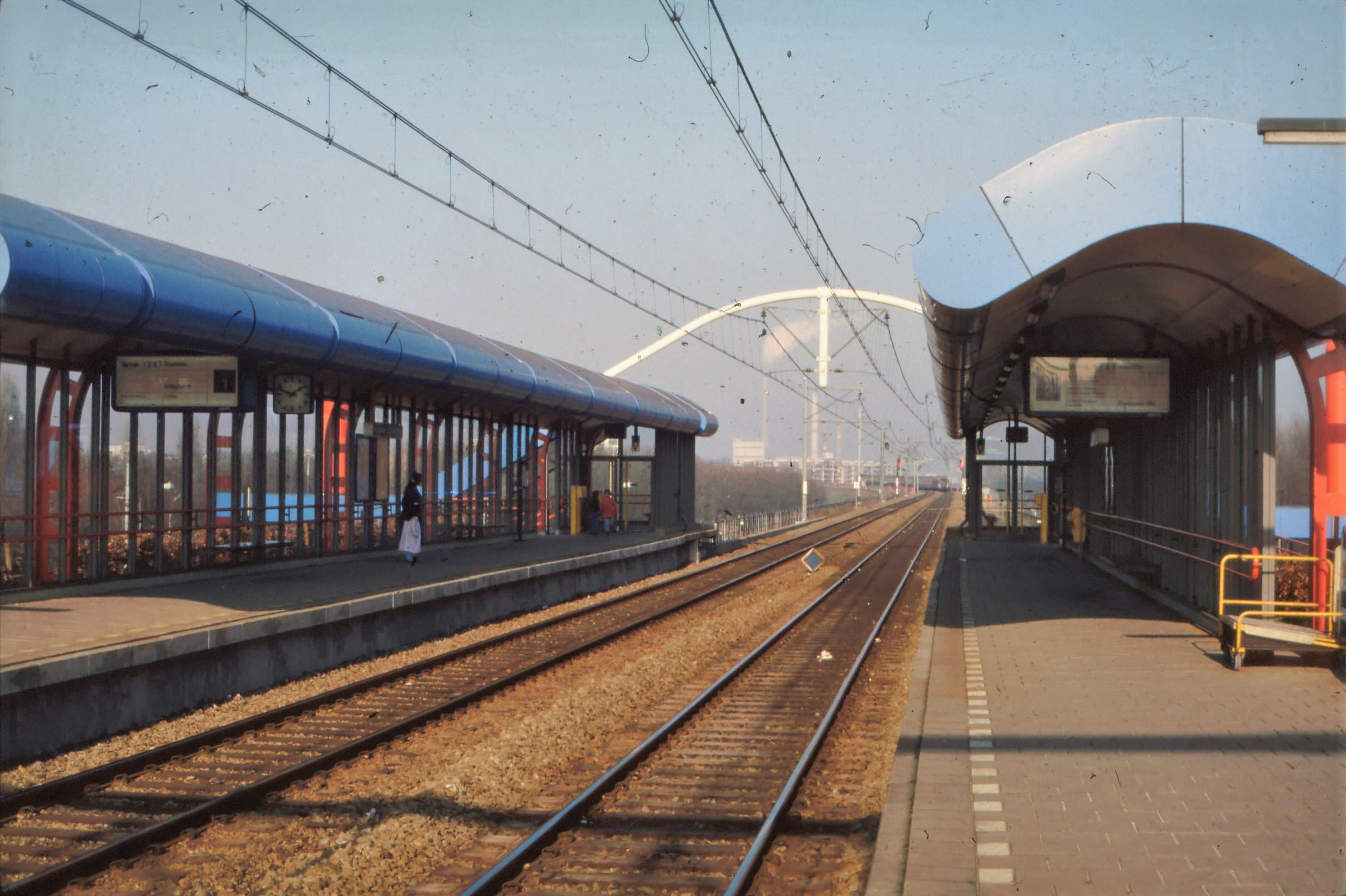
Perrons van station De Vlugtlaan

## Verbindingen
Bij de opening van de Westtak moest zorgvuldig bekeken worden welke treinen via de Westtak/Schiphol geleid moesten worden en waar deze dan zouden moeten stoppen. Men besloot de Intercity's die over de Oude Lijn (Amsterdam CS - Vlissingen v.v.) reden via Schiphol te laten rijden en deze moesten halteren op station Lelylaan en Schiphol. Ook de Beneluxtrein stopte op Lelylaan.
Voor de stoptreinen was het een groter puzzelwerk. Omdat in 1987 de Flevolijn geopend werd moesten deze treinen ook op Amsterdam Centraal keren. In eerste instantie zou dit niet passen, maar door de in 25 minuten kerende Noord-Oost Intercity's door te trekken over de Westtak als stoptrein zou ruimte kunnen worden gewonnen. Zodoende kwam het dat de Intercity's tussen Enschede, Groningen, Leeuwarden en Amsterdam nu door zouden rijden naar Hoofddorp en onderweg nog stopten op de stations Sloterdijk, De Vlugtlaan, Lelylaan en Schiphol. Ondanks de status als een klein station, betekende dit voor De Vlugtlaan enorme verbindingen met grote delen van het land en zelfs het buitenland (de treinen uit Berlijn waren immers geïntegreerd in de intercity's tussen Enschede en Amsterdam).
Halverwege de jaren 90, in 1996, is besloten de Noord-Oost Intercity's Hilversum over te laten slaan en kort te laten keren op station Amsterdam Centraal. Sindsdien is er een sneltrein Amsterdam Centraal - Den Haag Centraal (serie 2600) ingesteld om met name de stations De Vlugtlaan en Hoofddorp nog te bedienen (uiteraard stopte deze ook op de Lelylaan en Schiphol). Al een jaar later werd de stop op De Vlugtlaan geschrapt en stopten de Intercity's ook niet meer op de Lelylaan. Voor De Vlugtlaan en Hoofddorp werd de sneltrein vanuit Amersfoort Schothorst naar Amsterdam doorgetrokken tot aan Hoofddorp. Voor de Lelylaan bleef in vergelijking met de jaren ervoor nog weinig over: slechts de serie 2600 (Amsterdam C - Den Haag) en 5800 (Amersfoort Schothorst - Hoofddorp).
Later, al na de sloop van De Vlugtlaan, werd de serie 5800 verruild voor de serie 3900 (komende uit Lelystad). En na de voltooiing van de Hemboog is de serie 3300 (Hoorn Kersenboogerd - Hoofddorp) erbij gekomen.